# Малофеев, Кузьма Иванович
Кузьма Иванович Малофеев (8 ноября 1909, Старое Гвоздино — март 1943, Баренцево море) — советский офицер-подводник, в годы Великой Отечественной войны командир подводной лодки «К-3».

## Биография
Кузьма Иванович Малофеев родился 8 ноября 1909 года в деревни Старое Гвоздино Тверской губерни ныне Краснохолмский район Тверской области По национальности русский. Член ВКП(б) с 1940 года. Окончив школу, решил связать свою судьбу с военно-моским флотом.
В 1928 году поступил на службу в ВМФ. В 1932 году окончил параллельные курсы Военно-морского училища им. Фрунзе. С июня 1935 по март 1936 командир БЧ-3 подводной лодки «Металлист» Черноморского флота. В 1934 году исполняющий обязанности командира БЧ-3 лодки «Чартист». В 1935 году окончил специальные курсы командного состава ВМС РККА. С июня 1935 по март 1936 дублёр помощника командира подводной лодки «Щ-306». С марта 1936 по февраль 1937 помощник командира «Щ-302». В феврале 1938 года в возрасте 27 лет и в звании старший лейтенант стал командиром подводной лодки «Щ-302», входившей в состав бригады ПЛ в г. Кронштадте, а в марте назначен командиром более крупной лодки «С-3».
В этой должности принимает участие в Советско-финской войне совершив два боевых похода в ходе которых 17 декабря артиллерией были обстреляны два немецких парохода, «Гильхаузен» и «Пиннас». Один из пароходов получил лёгкие повреждения осколками 45-мм снарядов.
26 мая 1940 года Малофеева назначили командиром на только что построенную лодку «К-3» которая в ноябре того же года вошла в строй и была зачислена в состав Краснознамённого Балтийского флота.

### Великая Отечественная война
26 июля 1941 года Малофеев совершил единственный боевой выход на Балтике с целью минной постановки. Судя по приборам постановка была осуществлена успешно, однако из-за неисправности минно-сбрасывающего устройства люки открылись не полностью, и все мины остались внутри цистерны. По возвращении на базу лодка Малофеева была подготовлена к переходу Беломоро-Балтийским каналом на Северный флот и 8 сентября прибыла в Молотовск, 17 сентября вошла в состав 1-го дивизиона Бригады подводных лодок Северного флота.
3 декабря 1941 года Малофеев провел уникальный артиллерийский бой с преследующими его лодку кораблями в надводном положении. Во время безуспешной атаки немецкого транспорта «Альткирх» (нем. Altkirch) на выходе из пролива Бустад-сунд, была контратакована противолодочными кораблями UJ-1708, UJ-1416 и UJ-1403, представлявшими собой вооружённые сейнеры. По точности глубинного бомбометания, командир подводной лодки Малофеев К. И. и обеспечивающий командир (командир первого дивизиона бригады подводных лодок) капитан 2 ранга М. И. Гаджиев) сделали вывод о её обнаружении. Они приняли решение всплыть и атаковать противника пушечным огнём. Артиллерийская дуэль продолжалась 7 минут. За это время К-3 выпустила 39 100-мм и 47 45-мм снарядов. В результате UJ-1708 взорвался и затонул (погибло 50 моряков), а UJ-1416 ретировался. За этот бой Малофеев был награждён орденом Ленина, а 27 января 1942 года Малофееву присвоили звание капитан 3 ранга.
Всего за время войны Малофеев совершил 10 боевых походов общей продолжительностью 123 суток, выполнил пять торпедных атак, с выпуском 24 торпед, артиллерией уничтожил 2 больших охотника, торпедой был поврежден транспорт «Fechenheim» (8 116 брт. Совершил одну минную постановку, выставив 20 мин. На выставленных минах по проверенным послевоенным данным погибло норвежское судно «Ingoy» (327 брт).
В свой очередной боевой поход Малофеев вышел в ночь на 14 марта 1943 года. В дальнейшем на связь лодка не выходила и в назначенное время в базу не вернулась. 14 апреля истек срок автономности субмарины. Предположительно потоплена 21 марта в районе мыса Нордкап глубинными бомбами противолодочных кораблей UJ-1102, UJ-1106, UJ-1111.
Однако 28 марта в пределах позиции К-3 очередной шедший в Киркенес конвой подвергся новому нападению, в ходе которого немцами было зафиксировано прохождение 3-х торпед. Вражеские сторожевики ничего не обнаружили и сбросили 19 глубинных бомб для срыва повторной атаки.